# Biebelnheim
Biebelnheim település Németországban, Rajna-vidék-Pfalz tartományban. Lakosainak száma 684 fő (2023. december 31.).

## Népesség
A település népességének változása:
| Lakosok száma | 516  | 662  | 663  | 669  | 655  | 684  |
|               | 1975 | 2017 | 2019 | 2021 | 2022 | 2023 |